# Stefan Mitrović (vízilabdázó)
Stefan Mitrović (szerb cirill átírással: Стефан Митровић) (Belgrád, 1988. március 29. –) olimpiai bajnok (2016, 2020), olimpiai bronzérmes (2012), világbajnok (2009, 2015), és négyszeres Európa-bajnok (2012, 2014, 2016, 2018) szerb vízilabdázó.
2020 nyarától a görög Apollon Zmirnisz játékosa lett.

## Sikerei, díjai
- Szerb bajnok: 2006–07, 2007–08, 2008–09, 2009–10, 2010–11
- Magyar bajnok: 2014–15, 2015–2016
- Szerb kupagyőztes: 2006–07, 2007–08, 2008–09, 2009–10, 2010–11, 2011–12
- Bajnokok Ligája-győztes: 2010–11, 2019
- LEN-szuperkupa-győztes: 2011, 2018[2]